# Kowadło (narzędzie)

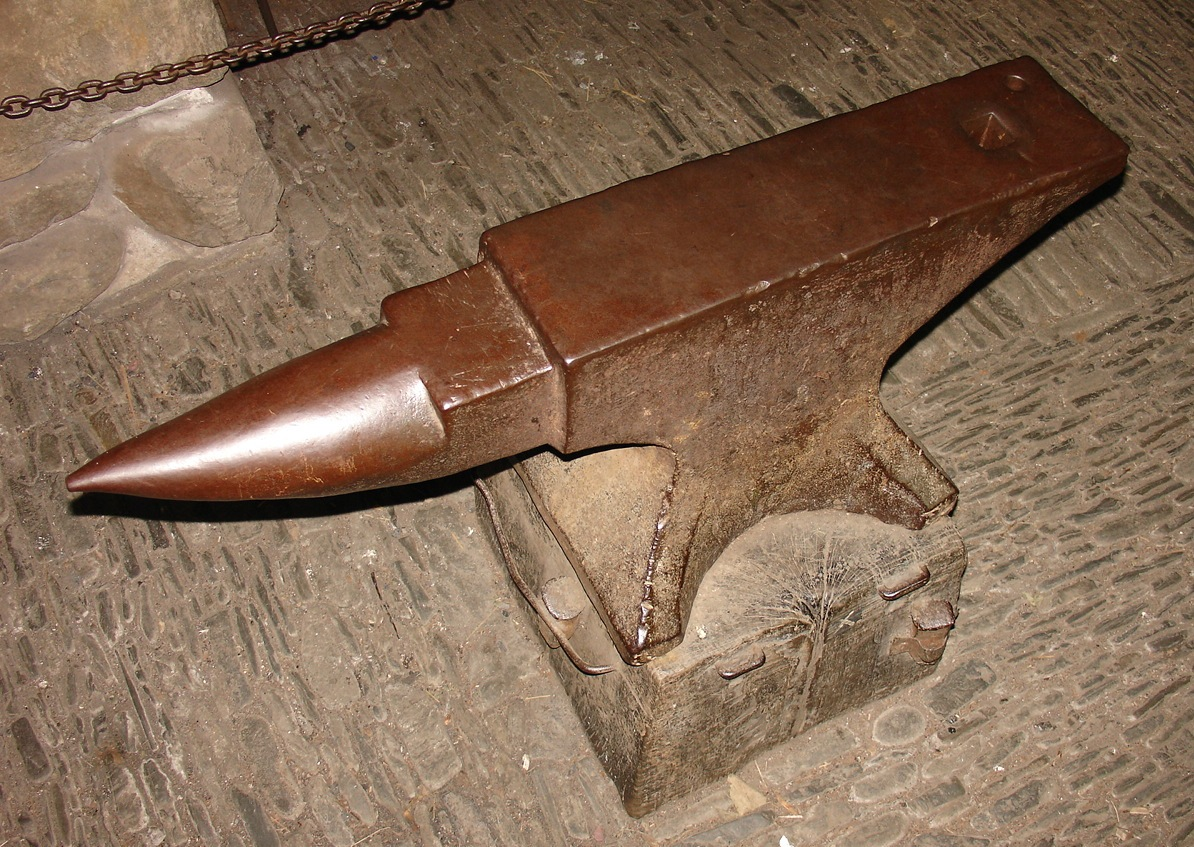
Kowadło kowalskie

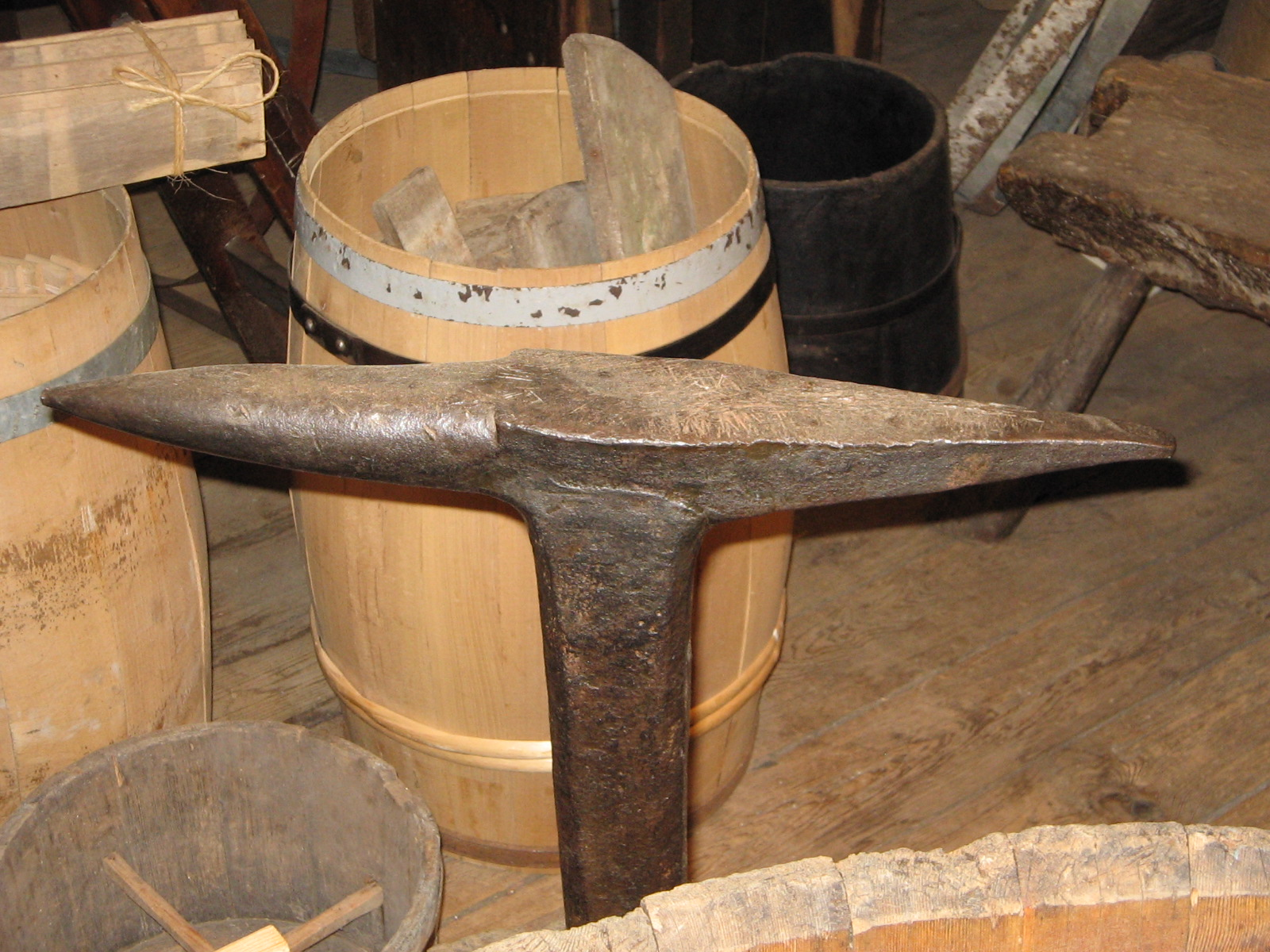
Kowadło bednarskie

Budowa kowadła kowalskiego jednorożnego:
Face – bitnia
Step – próg
Horn – róg

Kowadło – stalowa podstawa, na której spoczywa obrabiany przedmiot podczas kucia ręcznego lub też część młota mechanicznego, w której kształtowany jest obrabiany przedmiot.
Ze względu na metodę kucia rozróżnia się kowadła: 
- do kucia ręcznego, używane przy ręcznej obróbce metalu, lub kamienia, na którym spoczywa obrabiany przedmiot, szczególnie przy pracach kowalskich w kuźni;
- do kucia maszynowego – dwa narzędzia (współpracujące ze sobą), mocowane na młotach lub prasach, które w procesie kucia swobodnego wywierają nacisk na obrabiany przedmiot.

Kowadła do kucia ręcznego dzielą się na dwa główne typy:
- jednorożne (nazywane niekiedy angielskimi),
- dwurożne (nazywane niekiedy niemieckimi).

## Budowa
Korpus kowadła zazwyczaj wykonany jest z miękkiego materiału – staliwa. Na nim nastalona jest płaska powierzchnia wykonana z twardej stali, nazywaną gładzią (bitnią). Ma ona dwa otwory: okrągły i kwadratowy. Otwór kwadratowy służy do wkładania weń narzędzi dodatkowych (jak baby kowalskie, podcinki, rożki i tym podobne). Otwór okrągły używany jest przy przebijaniu: przebijak kowalski przechodzi przez przebijany materiał i nie uszkadza gładzi, ani nie tępi się. Istnieją też kowadła w całości wykonane ze stali, kute matrycowo. Kowadło jednorożne ma róg okrągły (stożkowy), kowadło dwurożne ma róg okrągły oraz róg kwadratowy. Niektóre kowadła mają próg – płaską powierzchnię między rogiem okrągłym a bitnią, wykonaną z miękkiej stali lub staliwa, która służy do cięcia przecinakiem kowalskim. Dzięki temu, że próg jest miękki, nie tępi przecinaka. Cięcie przecinakiem na gładzi prowadzi do jej zniszczenia. Niektóre kowadła mają stopę, często również nazywaną progiem. Jest to występ u podstawy kowadła służący temu samemu co próg, wykorzystywany także do spęczania długich przedmiotów.

## Kowadło w heraldyce
Rysunek kowadła występujący w herbach miast odnosi się zwykle do głównego zajęcia mieszkańców, na przykład:

Herb Małomic
Herb Starachowic
Herb Suchedniowa
Herb gminy Kowala